# Brînzeni
Brînzeni è un comune della Moldavia situato nel distretto di Edineț di 1.538 abitanti al censimento del 2004